# Liste der Biografien/Geu
Liste der Biografien |
Portal Biografien |
Personensuche
# |
A |
B |
C |
D |
E |
F |
G |
H |
I |
J |
K |
L |
M |
N |
O |
P |
Q |
R |
S |
T |
U |
V |
W |
X |
Y |
Z |
?
 
Ga |
Gb |
Gc |
Gd |
Ge |
Gf |
Gh |
Gi |
Gj |
Gk |
Gl |
Gm |
Gn |
Go |
Gp |
Gq |
Gr |
Gs |
Gu |
Gv |
Gw |
Gy |
Gz
 
Gea |
Geb |
Gec |
Ged |
Gee |
Gef |
Geg |
Geh |
Gei |
Gej |
Gek |
Gel |
Gem |
Gen |
Geo |
Gep |
Ger |
Ges |
Get |
Geu |
Gev |
Gew |
Gex |
Gey |
Gez
Die Liste der Biografien führt alle Personen auf, die in der deutschsprachigen Wikipedia einen Artikel haben. Dieses ist eine Teilliste mit 77 Einträgen von Personen, deren Namen mit den Buchstaben „Geu“ beginnt.

## Geu

### Geub
- Geubbels, Willem (* 2001), französischer FußballspielerWillem Geubbels (* 2001)

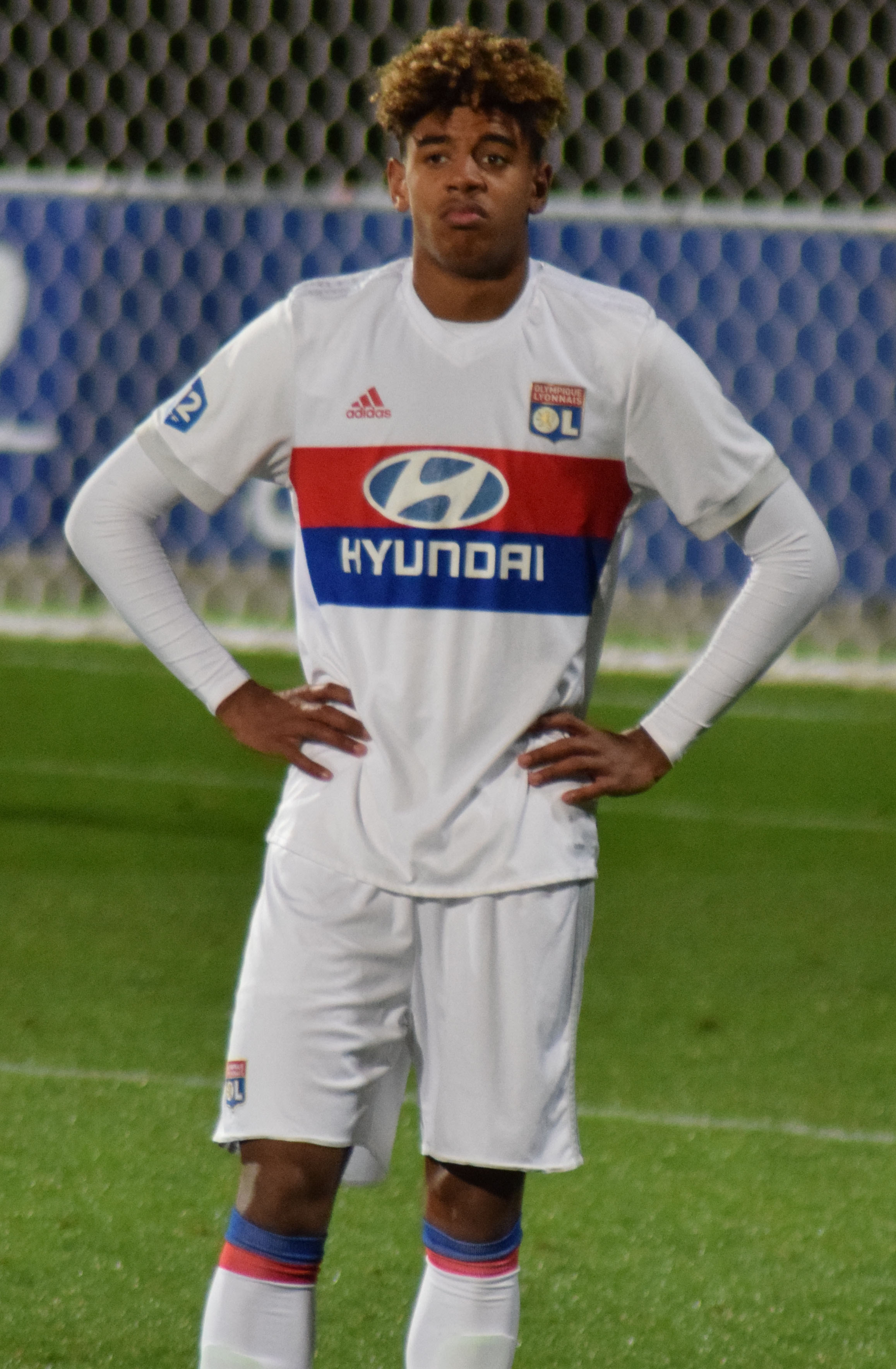
Willem Geubbels (* 2001)

- Geubelle, Andrea (* 1991), US-amerikanische Dreispringerin

### Geud
- Geudens, Albert (1869–1949), belgischer Porträt- und Genremaler sowie Radierer
- Geuder, Ernst (1884–1970), deutscher Rennfahrer, Sportjournalist und Mitbegründer des ADAC
- Geuder, Johann († 1693), deutscher Dichter und evangelischer Pfarrer
- Geuder, Johann Georg von (1677–1747), kurbrandenburgisch-preußischer Hofbeamter und Kanzler des Johanniterordens
- Geuder, Jörg (1861–1935), deutscher Lehrer und Dichter

### Geue
- Geue, Heiko (* 1965), deutscher Politiker (SPD)
- Geueke, Franz (1887–1942), deutscher Journalist und Widerstandskämpfer gegen den Nationalsozialismus
- Geueke, Robin (* 1992), deutscher Rennrodler
- Geuen, Heinz (* 1954), deutscher Musikpädagoge, Hochschullehrer und Rektor
- Geuenich, Dieter (* 1943), deutscher Historiker
- Geuenich, Johannes Michael (1935–2015), deutscher Gewerkschafter und Politiker (SPD), MdL
- Geuer, Martin (* 1982), deutscher Schauspieler
- Geuer, Michaela (* 1963), deutsche Schauspielerin
- Geuer, Nicola (* 1988), deutsche Tennisspielerin
- Geuer, Peter (1896–1974), deutscher Politiker und Oberbürgermeister

### Geug
- Geugjes, Marilena (* 1991), deutsche Politikerin (Bündnis 90/Die Grünen)

### Geuk
- Geukens, Britt (* 1996), belgische Tennisspielerin
- Geukes, Lars (* 1994), deutscher Volleyball- und Beachvolleyballspieler
- Geuking, Helmut (* 1964), deutscher Politiker (Familien-Partei Deutschlands)
- Geuking, Niels (* 1992), deutscher Politiker (Familien-Partei Deutschlands)

### Geul
- Geul, Albert (1828–1898), deutscher Architekt und Hochschullehrer
- Geulen, Christian (* 1969), deutscher Historiker und Hochschullehrer
- Geulen, Elmar (* 1957), deutscher Motorrad-Rennfahrer
- Geulen, Eva (* 1962), deutsche LiteraturwissenschaftlerinEva Geulen (* 1962)

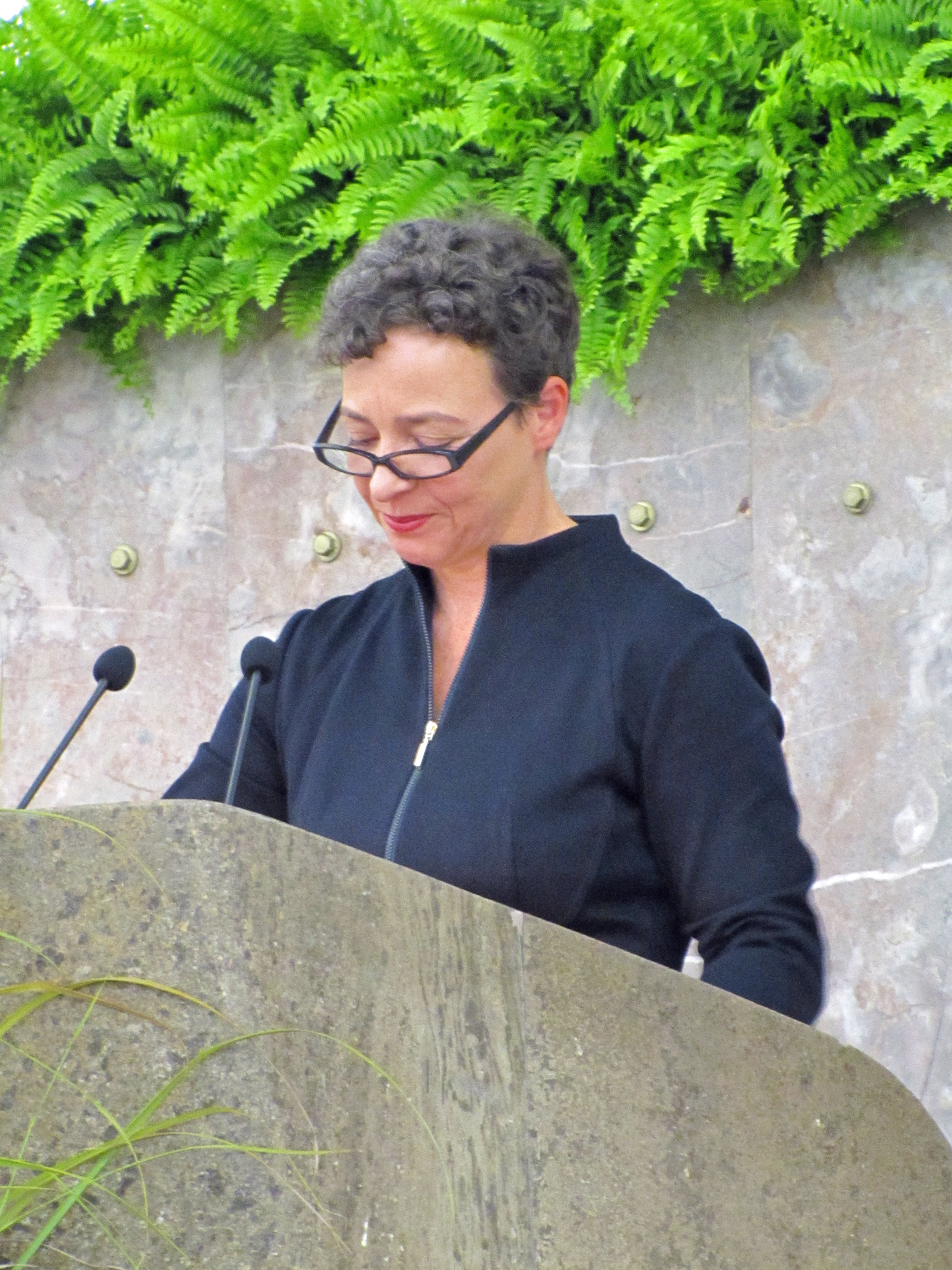
Eva Geulen (* 1962)

- Geulen, Hans (1932–2017), deutscher Germanist
- Geulen, Reiner (* 1943), deutscher Rechtsanwalt
- Geulen-Herscovici, Andrée (1921–2022), belgische Lehrerin, Judenretterin und Gerechte unter den Völkern
- Geulig, Hans (1934–2004), deutscher Maler und Grafiker des Surrealismus
- Geulincx, Arnold (1624–1669), flämischer Theologe, Logiker und Philosoph

### Geun
- Geuns, Eugène Joseph Paul Marie (1908–1945), belgischer römisch-katholischer Geistlicher und Märtyrer
- Geuns, Matthias Steevens van (1735–1817), niederländischer Mediziner und Botaniker

### Geup
- Geupel, Frauke (1942–1987), deutsche Prähistorikerin
- Geupel, Hans (1923–2000), deutscher Sportlehrer und Trainer
- Geupel, Volkmar (* 1940), deutscher Ur- und Frühgeschichtler

### Geur
- Geurts, Antonius (1944–2017), niederländischer Kanute
- Geurts, Carla (* 1971), niederländische Schwimmerin
- Geurts, Darryl (* 1994), deutscher Fußballspieler
- Geurts, Gerhard (1935–2020), deutscher Schul- und Sachbuchautor und Studiendirektor
- Geurts, Joseph (1939–2012), belgischer Radrennfahrer
- Geurts, Loes (* 1986), niederländische Fußballspielerin
- Geurtsen, Aart (1926–2005), niederländischer Politiker (VVD), MdEP
- Geurtsen, Frans (1942–2015), niederländischer Fußballspieler

### Geus
- Geus, Aart de (* 1954), niederländischer Elektroingenieur und Manager
- Geus, Aart Jan de (* 1955), niederländischer Jurist, Politiker (CDA) und Stiftungsmanager
- Geus, Armin (* 1937), deutscher Biologie- und Medizinhistoriker
- Geus, Elena (* 1964), deutsche Journalistin
- Geus, Jacques (1920–1991), belgischer Radrennfahrer
- Geus, Jonas de (* 1998), niederländischer Hockeyspieler
- Geus, Klaus (* 1962), deutscher Althistoriker
- Geusau, Johanna Ursula von (1659–1718), deutsche Kirchenlieddichterin
- Geusau, Justus von (1700–1770), kaiserlicher General, badischer Oberjägermeister und kursächsischer Rittergutsbesitzer
- Geusau, Karl von (1741–1829), badischer Kriegsminister und Diplomat
- Geusau, Karl von (1775–1826), badischer Generalmajor
- Geusau, Levin von (1691–1751), sächsischer Amtshauptmann
- Geusau, Levin von (1735–1808), preußischer Generalleutnant sowie Chef des Generalstabs der Armee
- Geusau, Rudolph von († 1838), preußischer Major und Abgeordneter des Provinziallandtags der Provinz Sachsen
- Geusen, Karl (1859–1926), deutscher Baubeamter und vertretungsweise Oberbürgermeister von Düsseldorf
- Geusendam, Johann (1886–1945), politisch aktiver Arbeiter und Auslöser einer Bremer Debatte über Ausländerpolitik
- Geusens, Jay-Dee (* 2002), belgischer Fußballspieler
- Geusic, Joseph E. (1931–2014), US-amerikanischer Physiker
- Geuss, Johannes († 1440), deutscher Philosoph, Geistlicher und Theologieprofessor
- Geuss, Raymond (* 1946), US-amerikanischer Philosoph
- Geussenhainer, Friedrich Rudolf (1912–1945), deutscher Medizinstudent, Mitglied der Weißen Rose Hamburg

### Geut
- Geutebrück, Albert (1801–1868), deutscher Architekt des Klassizismus
- Geutebrück, Christian August (1759–1817), deutscher Archivrat und Regierungsrat in Gotha
- Geuter, Max (1937–2018), deutscher Fechter und Fechtfunktionär
- Geuter, Renate (* 1952), deutsche Politikerin (SPD), MdL
- Geuter, Ulfried (* 1950), deutscher Psychologe und Psychotherapeut und Professor für Körperpsychotherapie an der Universität Marburg
- Geuther, Gudula (* 1970), deutsche Hörfunkjournalistin
- Geuther, Johann Georg Anton (1833–1889), deutscher Chemiker
- Geuthner, Helmut (* 1920), deutscher Fußballspieler
- Geuthner, Paul (1877–1949), deutsch-französischer Buchhändler, Verleger und Publizist
- Geutjes, Carmen (* 2003), deutsche Pianistin

### Geuz
- Geuze, Adriaan (* 1960), niederländischer Architekt und Hochschullehrer
- Geuzendam, Dirk Jan ten (* 1957), niederländischer Journalist und Autor